# Clon de videojuego

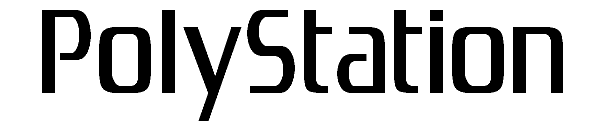
Logo de la PolyStation marca, clon de la PlayStation de Sony.

Los clones de videojuegos es un videojuego (o serie) que es muy similar o está muy inspirado en un videojuego o serie popular anterior.
El término suele ser despectivo, lo que implica una falta de originalidad y creatividad; sin embargo, un clon intencional puede ser cualquier cosa, desde una «estafa» hasta un homenaje honorífico a su ejemplar. Acusar a un videojuego de ser un clon conlleva la implicación de que sus desarrolladores o editores intentan beneficiarse del éxito del ejemplar. En casos particularmente graves, esto puede ser visto como una forma de plagio o fraude y podría ser llevado a los tribunales.
La clonación de un videojuego en mercados digitales es común, porque es difícil de prevenir y es fácil competir con los videojuegos existentes. Los desarrolladores pueden proteger los gráficos, títulos, historias y personajes, pero no pueden proteger fácilmente el diseño del software y la mecánica del videojuego. Una patente para las mecánicas es posible, pero adquirir una es costosa y requiere mucho tiempo.

## Videojuegos

### Historia

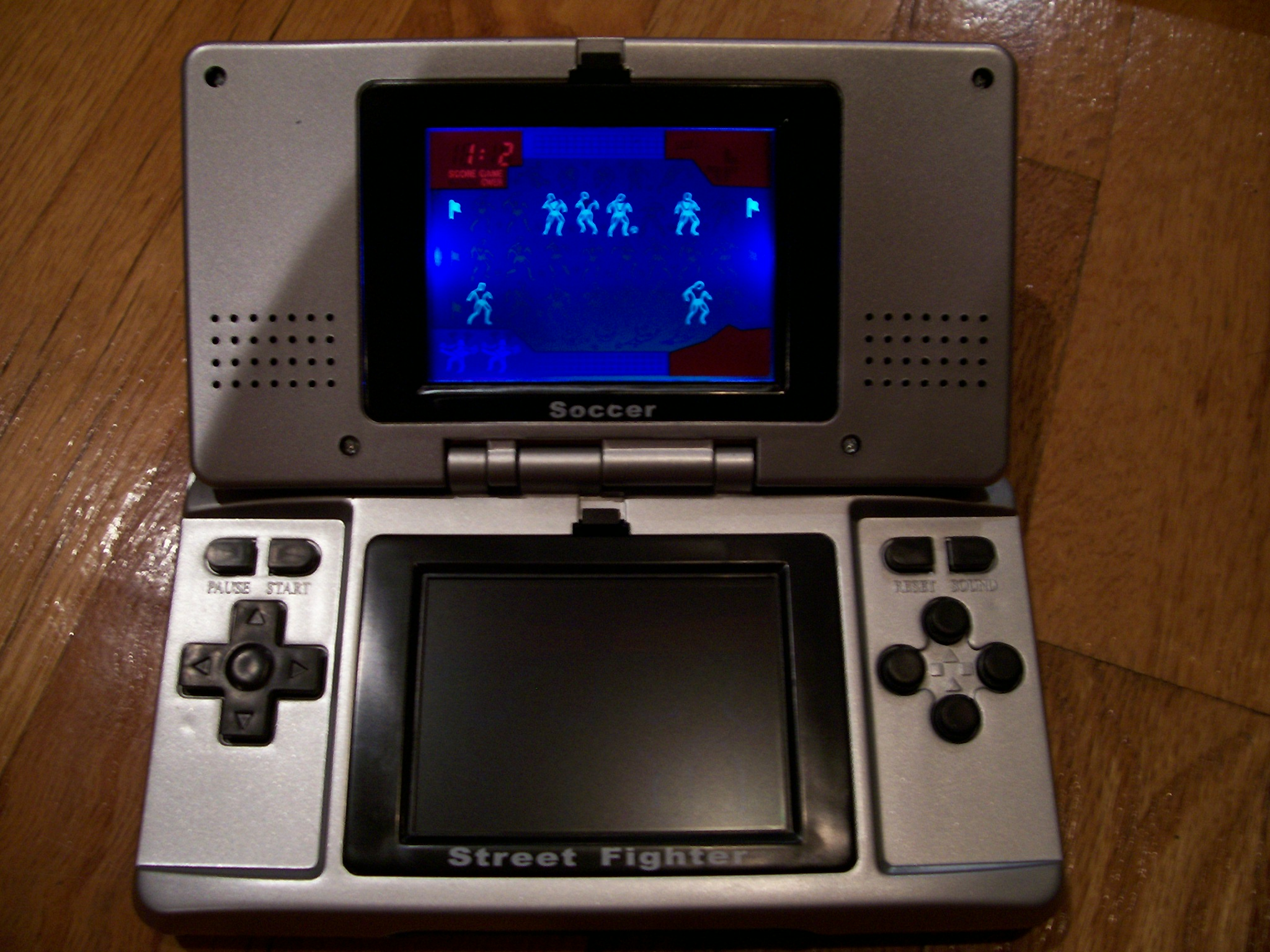
Neo Double Games. Esta es una consola de videojuegos portátil no oficial que reproduce el aspecto de una Nintendo DS y presenta videojuegos simples de LED.

Dentro del campo de los videojuegos, los conceptos de videojuegos populares a menudo llevan a que otros desarrolladores incorporen o amplíen ese concepto. En otros casos, los videojuegos pueden desarrollarse con una clara influencia de uno o más videojuegos anteriores. Tales derivaciones no siempre se consideran clones, aunque el término se puede usar para hacer una comparación entre videojuegos. Como la ley de derechos de autor no protege los conceptos del videojuego, la reutilización de tales ideas generalmente se considera aceptable. videojuegos como Tetris y Breakout inspiraron muchos videojuegos que usaban conceptos centrales similares pero se expandieron más allá de eso; la ruptura, inspirada Arkanoid sí inspiró a muchos otros clones que construyen sobre sus adiciones únicas para Breakout. Los elementos de videojuego de Street Fighter II y Mortal Kombat se convirtieron en elementos de videojuego comunes en el género de videojuegos de lucha, Una gran cantidad de videojuegos que intentaron capitalizar el éxito del videojuego de aventuras en 3D Myst se agruparon como «Myst clones». Algunos géneros de videojuegos están basados en videojuegos arquetípicos de los cuales todos los videojuegos similares posteriores se consideran derivados; en particular, los primeros videojuegos de disparos en primera persona a menudo se denominan «clones de Doom», mientras que el éxito de la fórmula de mundo abierto en Grand Theft Auto llevó al género de Clones de GTA. El género de los videojuegos de carreras sin fin se basa en el éxito y la simplicidad del videojuego Canabalt. En estos casos, los videojuegos que son «clones» de otros generalmente no implican haber cometido infracciones a la propiedad intelectual y, de lo contrario, se consideran prácticas legalmente aceptables, aunque llamar clones a estos videojuegos generalmente se considera despectivo.
Los verdaderos clones de los videojuegos se producen cuando los competidores, al ver el éxito del título de un videojuego, intentan competir creando una copia cercana del videojuego existente con activos similares y un videojuego con poca innovación adicional; El desarrollador Jenova Chen comparó la naturaleza de estos clones similares al plagio en el que hay pocos intentos de distinguir el nuevo trabajo del original. BYTE informó en diciembre de 1981 que al menos ocho clones de Atari, Inc. videojuego de arcade asteroides existían para los ordenadores personales. La revista declaró en diciembre de 1982 que ese año «algunos videojuegos abrieron nuevos caminos, ya sea en el diseño o en el formato... Si al público realmente le gusta una idea, se aprovecha para que valga la pena, y numerosos clones de un color diferente pronto llenan los estantes Es decir, hasta que el público deje de comprar o aparezca algo mejor. Las empresas que creen que los videojuegos de microcomputadoras son el hula hoop de la década de 1980 solo quieren jugar a Quick Profit». Los clones de videojuegos son vistos por aquellos que los desarrollan como de bajo riesgo; Sabiendo que un videojuego o género es popular, desarrollar un clon de ese videojuego parece ser una inversión segura y rápida, en contraste con desarrollar un nuevo título con un potencial de ventas desconocido.

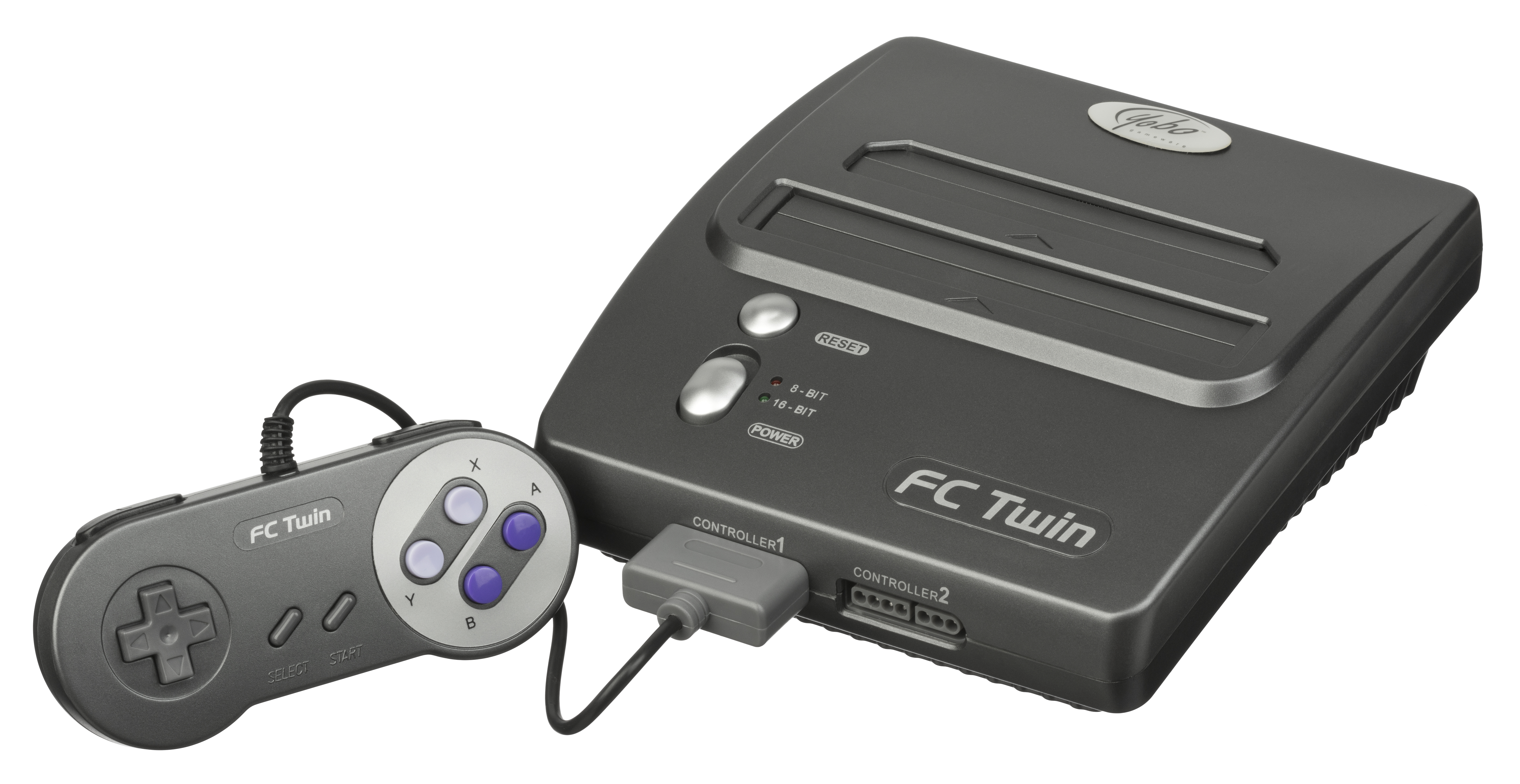
El FC Twin, un popular sistema de clonación compatible con los cartuchos de videojuegos para el Nintendo Entertainment System y el Super NES originales.

Dicha clonación de videojuegos se originó inicialmente en los videojuegos de arcade, impulsada por el éxito de ese sector durante su «edad de oro» a principios de los años ochenta. La clonación continuaría a medida que las consolas de videojuegos caseros se hicieran populares, y en parte, la cantidad de clones producidos y la saturación del mercado se consideraron parte del motivo de la caída del mercado de videojuegos en 1983. Un nuevo resurgimiento en los videojuegos clonados llegó con el auge de los videojuegos de redes sociales, por lo general, que se ofrece como freemium títulos para atraer a nuevos jugadores para jugar.
Más recientemente, el costo, la facilidad y la simplicidad de las herramientas necesarias para desarrollar videojuegos móviles han hecho que la clonación en ese sector sea un problema importante. Por ejemplo, Flappy Bird se había clonado docenas de veces debido a que los centros de intercambio de códigos de programación ofrecían códigos con plantilla a los que otros podían agregar fácilmente sus propios activos artísticos. El videojuego Threes! tomo 14 meses desarrollando el videojuego y afinando su mecánica, pero el primer clon fue lanzado 21 días después de Threes! y el original fue ensombrecido rápidamente por 2048, un clon que se desarrolló durante un fin de semana.

### Aspectos legales
En 1981, Atari, Inc. advirtió en anuncios de página completa declarando «Piratería: se acabó este videojuego», declarando que la compañía «protegerá sus derechos mediante la aplicación vigorosa de sus derechos de autor y la adopción de medidas adecuadas contra entidades no autorizadas que se reproducen o adaptan de forma sustancial. Copias de videojuegos de ATARI», como un clon de computadora en casa. En la ley actual, no obstante, se sostiene que la mecánica juego de un videojuego es parte de su software y, por lo general, no es elegible para los derechos de autor. La Oficina de derechos de autor de los Estados Unidos nota específicamente: «Los derechos de autor no protegen la idea de un videojuego, su nombre o título, o el método o los métodos para jugarlo. Los derechos de autor no protegen ninguna idea, sistema, método, dispositivo o material de marca comercial involucrado, al desarrollar, comercializar o jugar un videojuego. Una vez que un videojuego se ha hecho público, nada en la ley de derechos de autor impide que otros desarrollen otro videojuego basado en principios similares». El código fuente subyacente y los elementos artísticos del videojuego, incluidos el arte, la música y el diálogo, pueden estar protegidos por la ley de derechos de autor. En el Reino Unido, «ni la apariencia de un videojuego ni su mecánica son protegibles», según Nicolas Murfett, un asociado legal de Harbottle & Lewis, mientras que la Unión Europea aún no ha llegado a una resolución al respecto. Como alternativa, algunos elementos del software de videojuegos han sido protegidos mediante patentes o marcas comerciales.
En general, en la industria de los videojuegos se reconoce que el préstamo de mecánicas de otros videojuegos es una práctica común, y su uso generalizado los haría inelegibles para los derechos de autor legales o la protección de patentes. Las cortes también consideran scènes à faire (francés para «escenas que deben hacerse») para un género en particular como imposible de copiar; los videojuegos que involucran vampiros, por ejemplo, se espera que tengan elementos del vampiro bebiendo sangre y conduciendo una estaca a través del corazón del vampiro para matarlo. Hasta 2012, los tribunales se mostraban reacios a encontrar una infracción de derechos de autor de clones; El abogado Stephen C. McArthur, escribiendo para Gamasutra, dijo que los tribunales optaron por adoptar una visión más laxa para equilibrar la innovación en la industria y evitar la protección excesiva de los derechos de autor que podría hacer que una empresa reclame los derechos de autor en todo un género de videojuegos.
Un cambio en las opciones legales para que los desarrolladores desafíen a los clones surgió de la decisión de la corte federal de 2012 que falló a favor de Tetris Company, los dueños de los derechos de autor de Tetris, sobre el clon Mino, que usaba el mismo videojuego que Tetris pero con diferentes activos artísticos. Los desarrolladores de Mino han citado en su defensa que solo utilizaron los elementos de videojuego de Tetris en Mino. El tribunal dictaminó que la ley de derechos de autor estaba a favor de la reclamación de Tetris Company, ya que el videojuego se había copiado sin cambios, y mientras que los activos de arte eran nuevos, la «apariencia» de Mino podía confundirse fácilmente con la de Tetris. Esta decisión sirve como jurisprudencia para que otros desarrolladores rechacen los clones de «mirar-y-sentir». Del mismo modo, SpryFox LLC, los desarrolladores del videojuego para dispositivos móviles Triple Town, defendieron exitosamente su videojuego de un clon, Yeti Town, desarrollado por 6Waves, a través de un acuerdo judicial luego de que el juez dio inicialmente las decisiones a favor de SpryFox; estas reglas sugirieron que había una protección de derechos de autor en la mecánica del videojuego a pesar de las drásticas diferencias en los activos artísticos de los videojuegos, aunque otros factores, como los acuerdos anteriores entre SpryFox y 6Waves, también pueden haber estado involucrados.
Otras acciones legales notables que involucran a los clones de videojuegos incluyen:
- En 1982, Atari presentó una demanda contra Amusement World, alegando que el videojuego de arcade Meteos violó los derechos de autor de Atari sobre asteroides. Aunque el tribunal identificó veintidós similitudes en la mecánica del videojuego, falló en contra de Atari, citando estos elementos como scènes à faire para videojuegos sobre disparos a asteroides.[28]
- Atari solicitó una orden judicial en 1982 para bloquear la venta de KC Munchkin para el Phillips-Magnavox Odyssey², citando excesivas similitudes con su versión en la Atari 2600 de Pac-Man. Aunque el tribunal inicialmente negó el recurso, Atari ganó en la apelación; el tribunal señaló que aunque KC Munchkin ofrecía diferentes características como mover paredes y menos puntos en el laberinto para comer, «se eliminaron partes sustanciales; ningún plagiarista puede disculpar el mal al mostrar cuánto de su trabajo no piratea».[31]
- Data East demandó a Epyx por violaciones de derechos de autor del Karate Champ de Data East utilizado en el World Karate Championship de Epyx, en el conocido como caso Data East contra Epyx. Al igual que Asteroids vs. Meteors, el tribunal falló a favor de Epyx, afirmando que si bien muchos elementos eran similares, eran necesarios como parte del videojuego basado en el campeonato de karate, y los elementos con derechos de autor restantes eran sustancialmente diferentes.[28]
- Capcom presentó una demanda en 1994 contra Data East por su videojuego de lucha, Fighter's History, en el que Capcom reclamaba personajes clonados, activos artísticos y videojuegos de movimiento de Street Fighter II. El tribunal falló en contra de Capcom, afirmando que si bien algunos elementos pueden haber sido similares, no se pudo encontrar una medida directa de la copia intencional; el tribunal además encontró que muchos de los personajes de Street Fighter II ya estaban basados en luchadores estereotipados de dominio público, y no eran elegibles para la protección de derechos de autor.[28][32][33][34]
- Sega había presentado una patente de los Estados Unidos en 1998 para los conceptos de videojuego en Crazy Taxi. Posteriormente, la compañía usó esa patente para demandar a Fox Interactive por su título The Simpsons: Road Rage, citando que este último videojuego fue desarrollado para «copiar e imitar deliberadamente» el videojuego Crazy Taxi.[35] El caso fue finalmente resuelto fuera de la corte.[36]
- En agosto de 2012, Electronic Arts (EA), a través de su división Maxis, presentó una demanda contra Zynga, alegando que su videojuego de Facebook, The Ville era una estafa del propio videojuego de Facebook de EA, The Sims Social. La demanda cuestiona que The Ville no solo copie los mecanismos de videojuego de The Sims Social, sino que también utilice aspectos artísticos y de interfaz visual que parecen estar inspirados en The Sims Social. Zynga ha sido criticada durante mucho tiempo por la industria de los videojuegos por clonar videojuegos sociales y casuales populares de otros desarrolladores,[37][38][39] una práctica común en todo el género de videojuegos sociales.[40][41] En casos anteriores, los clones de Zynga han sido típicamente de desarrolladores más pequeños sin los recursos monetarios para emprender acciones legales (como en el caso de Tiny Tower de NimbleBit, que Zynga ha clonado en su videojuego, Dream Heights) o que están dispuestos a llegar a un acuerdo extrajudicial (como en el caso de Mynia Wars de Zynga, que fue acusado de clonar mafia wars de David Maestri).[38] Los expertos han notado que EA, a diferencia de estos desarrolladores anteriores, están respaldados financieramente para completar el caso; Los propios de EA han declarado en la demanda que «Maxis no es el primer estudio en afirmar que Zynga copió su producto creativo. Pero somos el estudio que cuenta con los recursos financieros y corporativos para ponerse de pie y hacer algo al respecto».[42] Las dos empresas llegaron a un acuerdo extrajudicial en términos no revelados en febrero de 2013.[43]

Más recientemente, con la popularidad de las tiendas de videojuegos sociales y móviles como la App Store de Apple para el sistema iOS y Google Play para sistemas basados en Android, ha comenzado a aparecer una gran cantidad de clones infractores. Si bien estas tiendas suelen incluir un proceso de revisión antes de poder ofrecer videojuegos y aplicaciones, estos procesos no consideran la infracción de derechos de autor de otros títulos. En su lugar, confían en el desarrollador del trabajo que se ha clonado para iniciar una queja con respecto al clon, lo que puede demorar la revisión. Las aplicaciones clonadas a menudo están diseñadas deliberadamente para parecerse a otras aplicaciones populares por nombre o sentimiento, alejando a los compradores de la aplicación legítima, incluso después de que se hayan presentado las quejas. Apple ha lanzado una herramienta para simplificar los reclamos de clones de aplicaciones a un equipo dedicado a manejar estos casos, ayudando a reunir a las dos partes para tratar de negociar antes de la acción. Mientras que Apple, Google y Microsoft tomaron medidas para detener la cantidad de clones basados en Swing Copters después de su lanzamiento, los expertos creen que es poco probable que estas tiendas de aplicaciones establezcan ningún tipo de protección proactiva de clones fuera de las violaciones claras de derechos de autor, y estos expertos hacen hincapié en que los desarrolladores y la comunidad de jugadores hacen mejor el asunto para garantizar que el desarrollador original sea bien conocido, proteja sus activos del videojuego en el momento del lanzamiento y obtenga el crédito por el videojuego original.
Otro enfoque que algunas compañías han usado para prevenir clones es a través de marcas comerciales para prevenir clones y falsificaciones. Cabe destacar que King ha obtenido una marca registrada de los Estados Unidos en la palabra «Candy» en el área de videojuegos para proteger a los clones y la confusión de los jugadores por su videojuego Candy Crush Saga. También han intentado bloquear el uso de la palabra «Saga» en la presentación de marca registrada de The Banner Saga por motivos similares, a pesar de que los videojuegos no tienen elementos comunes. Dentro de la Unión Europea, uno puede registrarse para una marca de la Unión Europeaeso incluye elementos multimedia, lo que permitiría a un desarrollador o editor registrar un elemento de videojuego específico que sea novedoso de videojuegos anteriores, lo que les ofrece una ruta diferente para proteger su trabajo de la clonación. Por ejemplo, Rebellion Developments presentó para registrar a su mecánico «Kill Cam» como marca registrada de su serie Sniper Elite en octubre de 2017, aunque a partir de febrero de 2018, la aplicación aún se está revisando.